# Peñíscola
Peñíscola (Valenciaans, ook officieel: Peníscola) is een toeristische stad in Spanje ten noorden van Valencia met 7.421 inwoners (1 januari 2016). De gemeente omvat 79 km².

## Geschiedenis
De stad Peñíscola heeft veel beschavingen voorbij zien komen met onder anderen de Carthagers, Romeinen, Arabieren, Byzantijnen, Grieken en Feniciërs. De oude stad was de thuisbasis van tegenpaus Benedictus XIII die hier in 1411 zetelde. Hij is een van de drie pausen geweest die hun zetel hadden buiten Vaticaanstad. 

## Bezienswaardigheden
Op de rots, met een top van 64 meter boven zeeniveau, staat een 14de-eeuwse burcht. Het kasteel, strategisch gelegen op een schiereiland en gebouwd tussen 1294 en 1307, staat op de ruïnes van een oude Arabische citadel. Bezienswaardigheden rondom het Castello de Papa Luna (d.i.Kasteel van Paus Benedictus) omvatten onder meer tuinen, een arsenaal en een basiliek.
In het voorjaar van 2023 werd het Laberinto de Peñíscola geopend, de grootste doolhof van Spanje met zijn 7000 m2, beplant met 4000 Ligustrum Japonica-heesters.

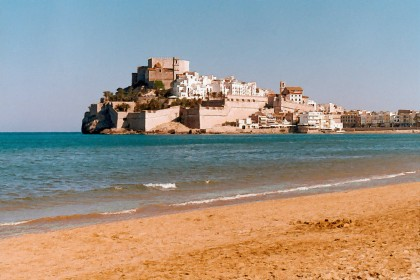
Peñíscola

## Demografische ontwikkeling
Bron: INE, 1857-2011: volkstellingen
Aín · Albocàsser · Alcalà de Xivert · L'Alcora · Alcudia de Veo · Alfondeguilla · Algimia de Almonacid · Almassora · Almedíjar · Almenara · Alquerías del Niño Perdido / Les Alqueries · Altura · Arañuel · Ares del Maestrat · Argelita · Artana · Atzeneta del Maestrat · Ayódar · Azuébar · Barracas · Bejís · Benafer · Benafigos · Benassal · Benicarló · Benicasim / Benicàssim · Benlloc · Betxí · Borriol · Burriana / Borriana · Cabanes · Càlig · Canet lo Roig · Castell de Cabres · Castellfort · Castellnovo · Castelló de la Plana · Castillo de Villamalefa · Catí · Caudiel · Cervera del Maestre · Chilches / Xilxes · Chodos / Xodos · Chóvar · Cinctorres · Cirat · Cortes de Arenoso · Costur · Les Coves de Vinromà · Culla · Eslida · Espadilla · Fanzara · Figueroles · Forcall · Fuente la Reina · Fuentes de Ayódar · Gaibiel · Geldo · Herbers · Higueras · La Jana · Jérica · La Llosa · Lucena del Cid / Llucena · Ludiente · La Mata de Morella · Matet · Moncofa · Montán · Montanejos · Morella · Navajas · Nules · Olocau del Rey · Onda · Oropesa del Mar / Orpesa · Palanques · Pavías · Peñíscola / Peníscola · Pina de Montalgrao · La Pobla de Benifassà · La Pobla Tornesa · Portell de Morella · Puebla de Arenoso · Ribesalbes · Rossell · Sacañet · La Salzadella · San Jorge / Sant Jordi · San Rafael del Río · Sant Joan de Moró · Sant Mateu · Santa Magdalena de Pulpis · Segorbe · La Serratella · Sierra Engarcerán · Soneja · Sot de Ferrer · Sueras / Suera · Tales · Teresa · Tírig · Todolella · Toga · Torás · El Toro · Torralba del Pinar · La Torre d'En Besora · La Torre d'en Doménec · Torreblanca · Torrechiva · Traiguera · Useras / Les Useres · Vall d'Alba · La Vall d'Uixó · Vall de Almonacid · Vallat · Vallibona · Vila-real · Vilafamés · Villafranca del Cid / Vilafranca · Vilanova d'Alcolea · Vilar de Canes · La Vilavella · Villahermosa del Río · Villamalur · Villanueva de Viver · Villores · Vinaròs · Vistabella del Maestrat · Viver · Xert · Zorita del Maestrazgo · Zucaina